# Hero (film, 2002)
Pour les articles homonymes, voir Hero.
Pour plus de détails, voir Fiche technique et Distribution.
Hero (英雄, Ying xiong) est un film de sabre chinois (wu xia pian) réalisé par Zhang Yimou, sorti en 2002.

## Synopsis
À la période des Royaumes combattants, alors que la Chine est divisée en sept régions qui se font constamment la guerre, le grand Roi de Qin, à grand renfort de batailles et d'invasions violentes, rêve de réunifier cet empire aujourd'hui éparpillé.
Ciel Étoilé, Lame Brisée et Flocon de Neige, trois des plus grands guerriers du royaume du Zhao qui sont également les conspirateurs reconnus comme les plus actifs et les plus dangereux auraient, dit-on, été abattus par un homme dont on sait peu de choses : Sans Nom. Pour le récompenser comme il se doit, le Roi de Qin souhaite recevoir le mystérieux héros.
Alors que personne n'a le droit d'approcher le Roi à moins de cent pas, Sans Nom, arrivé au palais, reçoit or et terres et est autorisé à se tenir à vingt pas de lui, puis à dix, pour avoir vaincu Ciel Étoilé et Flocon de Neige. Le Roi lui demande alors de conter son histoire.
Sans Nom explique que Flocon de Neige et Lame Brisée étaient amants mais que Flocon de Neige avait eu une liaison avec Ciel Étoilé. Lame Brisée ne l'ayant pas pardonné, Sans Nom savait que pour diviser Flocon de Neige et Lame Brisée, il lui fallait commencer par vaincre Ciel Étoilé. Sans Nom affronta donc ce dernier alors qu'il venait de mettre à mal les hommes de la garde rapprochée du Roi. Il le vainquit et conserva sa lance.
Puis il alla trouver Flocon de Neige et Lame Brisée qui se cachaient dans une école de calligraphie. Lorsque Sans Nom leur présenta la lance de Ciel Étoilé, Flocon de Neige et Lame Brisée comprirent qu'il avait été vaincu par Sans Nom, et ce dernier leur dévoila alors qu'il était venu à leur rencontre car Ciel Étoilé lui avait dit que Flocon de Neige vengerait sa mort. Lame Brisée, dans sa grande déception, veut se venger de Flocon de Neige. Cette dernière le tue alors qu'il venait de lui dire qu'elle ne représentait plus rien pour lui.
Le lendemain, Sans Nom savait que son plan avait fonctionné : Lame Brisée était mort et Flocon de Neige était très déstabilisée. Il n'eut alors aucun mal à la battre.
Lorsque Sans Nom eut fini de raconter son histoire, le Roi, perspicace, savait qu'il était impossible pour Sans Nom de vaincre Ciel Étoilé. Il n'y voit alors qu'une explication : Ciel Étoilé l'a laissé le battre ; il comprend donc que Sans Nom est ici pour le tuer. Le Roi reprend alors l'histoire de Sans Nom mais la modifie en expliquant que Sans Nom est allé trouver Flocon de Neige et Lame Brisée pour en convaincre un de se sacrifier comme l'a fait Ciel Étoilé, dans le but qu'il puisse approcher le Roi à une distance de dix pas. Flocon de Neige a donc donné sa vie et s'est laissé vaincre par Sans Nom devant les soldats du Roi comme témoins.
Lorsque le Roi a terminé son histoire, et s'attend à être exécuté par Sans Nom, ce dernier lui révèle que sa version n'est pas exacte non plus. Lame Brisée lui a raconté qu'il a renoncé à tuer le Roi au moment où il aurait pu, lorsque Flocon de Neige et lui ont envahi le palais trois ans plus tôt. Lame Brisée a essayé de convaincre Sans Nom qu'il ne fallait pas tuer le Roi.
Le Roi comprend que le seul ayant véritablement su déceler ses intentions de paix est son pire ennemi. Sans Nom prend alors sa décision et renonce à frapper le roi. Il sort dans la cour du Palais en sachant qu'il sera criblé de flèches.

## Fiche technique
- Titre : Hero
- Titre original : 英雄 Ying xiong
- Réalisation : Zhang Yimou
- Scénario : Feng Li, Bin Wang et Zhang Yimou
- Production : William Kong, Zhang Yimou, Dou Shoufang et Zhang Weiping
- Musique : Tan Dun
- Photographie : Christopher Doyle
- Montage : Angie Lam, Vincent Lee et Zhai Ru
- Décors : Huo Tingxiao et Yi Zhenzhou
- Costumes : Emi Wada
- Sociétés de distribution :  Beijing New Picture Film Co.;  EDKO Film ;   Miramax Films
- Budget : 31 000 000 $[1]
- Pays e production :  Chine,  Hong Kong
- Langue : mandarin
- Format : couleurs - 2,35:1 - DTS / Dolby Digital / SDDS - 35 mm
- Genre : wu xia pian
- Durée : 99 minutes (109 minutes pour la version étendue)
- Dates de sortie :
  - Chine : 24 octobre 2002 (Shenzhen)
  - Chine : 19 décembre 2002
  - France : 24 septembre 2003
  - Belgique : 29 octobre 2003

## Distribution
- Maggie Cheung (VF : Anne Richard) : Flocon de Neige
- Chen Daoming (VF : Michel Tureau) : Roi de Qin
- Jet Li (VF : Franck Capillery) : Sans Nom
- Tony Leung Chiu-wai (VF : Francis Lalanne) : Lame Brisée
- Donnie Yen (VF : Julien Kramer) : Ciel Étoilé
- Zhang Ziyi (VF : Audrey Attamaniuk) : Lune

## Accueil
Le film a connu un important succès commercial, rapportant environ 177 394 000 $ au box-office mondial, dont 53 710 000 $ en Amérique du Nord, pour un budget de 31 000 000 $. En France, il a réalisé 732 307 entrées.
Il a reçu un accueil critique très favorable, recueillant 94 % de critiques positives, avec une note moyenne de 8,2/10 et sur la base de 199 critiques collectées, sur le site agrégateur de critiques Rotten Tomatoes. Sur Metacritic, il obtient un score de 84/100 sur la base de 39 critiques collectées.

## Autour du film
(juillet 2010).
Si vous disposez d'ouvrages ou d'articles de référence ou si vous connaissez des sites web de qualité traitant du thème abordé ici, merci de compléter l'article en donnant les références utiles à sa vérifiabilité et en les liant à la section « Notes et références ».
- Une couleur particulière est associée à chaque scène et à chaque version de l'histoire. Le gris est associé au Roi, à son palais et à son armée ; le rouge concerne la première version de l'histoire, racontée par Sans Nom ; le bleu est associé à la deuxième version, imaginée par le Roi ; le vert concerne l'histoire commune de Flocon de Neige et Lame Brisée ; et enfin le blanc correspond à la dernière version de l'histoire, racontée par Sans Nom, et qui se poursuit en parallèle à la scène du palais à la fin du film[5].
- Les costumes des personnages ont été retouchés par le numérique.
- Il existe une version étendue ajoutant environ dix minutes à la durée totale du film. Cette version n'apporte aucune scène supplémentaire mais une multitude de plans intercalés à plusieurs endroits dans le film[6].
- Bien que le nom du roi ne soit jamais mentionné dans le film, on peut l'identifier par son rêve d'unifier la Chine : il s'agit du roi Ying Zheng (-259 - -210, règne -246 - -210). En -221, il unifia la Chine sous son commandement et se proclama Qin Shi Huang, c'est-à-dire premier empereur de Chine.

## Distinctions
- Festival de Berlin 2003 :
  - Prix Alfred-Bauer pour Zhang Yimou
  - Nomination à l'Ours d'or du meilleur film pour Zhang Yimou
- Golden Globe 2003 :
  - Nomination au Golden Globe du meilleur film en langue étrangère
- Oscar 2003 :
  - Nomination à l'Oscar du meilleur film international